# A2A Lamarmora (metropolitana di Brescia)
A2A Lamarmora (fino al 14 febbraio 2023, Lamarmora) è una stazione della metropolitana di Brescia, a servizio dell'omonimo quartiere e della sede della A2A che sorge nei pressi.

## Storia
Nel progetto di massima presentato dall'ASM nel 1998, la stazione fu progettata in viadotto, all'incrocio tra via Malta e via Lamarmora, quindi fu battezzata con il nome della strada. La linea metropolitana avrebbe poi percorso quest'ultima in direzione est, sempre in viadotto, verso la stazione della Volta. Fu inserita la possibilità che la linea si biforcasse e potesse proseguire anche in direzione ovest per servire il quartiere di Chiesanuova fino ad avere il Centro Fiera come capolinea. Nel progetto definitivo del 2000 questo ramo fu confermato, ma si decise di costruirlo in una seconda fase, dando la priorità al ramo per Sant'Eufemia. In sede di Valutazione di impatto ambientale (VIA), il progetto della metropolitana nei pressi di via Lamarmora fu stravolto: il percorso in galleria fu prolungato da Bresciadue fino a Poliambulanza, la posizione della stazione di Lamarmora fu spostata e il raggio della curva della linea fu ampliato. L'orientamento originario nord-sud di Lamarmora fu spostato a nordovest-sudest. La predisposizione all'incrocio con la diramazione verso il Centro Fiera fu mantenuta, ma come linea con servizio separato da quella principale. L'infrastruttura quindi fu progettata in virtù di questa possibilità: con un flusso massimo passeggeri stimato di 6000 utenti l'ora, il più alto fra tutti i diciassette impianti della linea.
La stazione fu inaugurata il 1º dicembre 2012 alla presenza del sindaco Adriano Paroli, nell'ambito di una serie di cerimonie in cui i singoli impianti furono mostrati al pubblico prima dell'effettivo inizio del servizio. Fu poi aperta al servizio pubblico il 2 marzo seguente, assieme a tutta la linea.
Dopo un anno di esercizio della metropolitana, la giunta Del Bono decise di abbandonare la possibilità di costruire la diramazione Lamarmora-Centro Fiera, per sostituirla con il progetto di collegare il Centro Fiera e il quartiere di Chiesanuova alla stazione ferroviaria con una linea tranviaria.
Nel novembre 2017 fu completata la posa della copertura in vetro e acciaio delle scale dell'accesso verso via Bettinzoli.
A partire dal 14 febbraio 2023, il nome fu cambiato in A2A Lamarmora sulla base di un accordo triennale tra l'azienda multiservizi e IGP Decaux, concessionario pubblicitario della metropolitana, che consentì alla prima di acquistare gli spazi pubblicitari della stazione. La denominazione originale rimane valida dal punto di vista topografico e catastale.

## Strutture e impianti
La struttura di Lamarmora è un unicum per via della sua genesi progettuale e della possibilità che fosse costruita una diramazione verso il centro fiera cittadino. A differenza delle altre stazioni profonde di tipo aperto, i quattro lucernari piramidali non arrivano a illuminare la banchina, ma forniscono luce solo sull'atrio d'ingresso e in parte sul piano ammezzato. L'accesso all'atrio d'ingresso avviene tramite due rampe di scale: una in direzione del quartiere Mario Bettinzoli, l'altra verso via Lamarmora. Il piano ammezzato è collegato da una linea di ascensori proveniente dalla superficie e da un'unica rampa di scale, anche mobili, proveniente dall'atrio d'ingresso. Dall'ammezzato due rampe di scale, anche mobili, e altrettante linee di ascensori, permettono l'accesso alle due banchine. Come in tutte le stazioni della metropolitana, queste sono protette da porte di banchina che impediscono ai viaggiatori di accedere ai binari in assenza del treno.
In direzione di Sant'Eufemia-Buffalora è presente un deviatoio e la predisposizione all'accesso al progettato, e non attuato, prolungamento verso il Centro Fiera.

## Servizi
La stazione dispone di:
- Biglietteria automatica

## Interscambi
- Fermata autobus